# Parallelia pudica
Parallelia pudica là một loài bướm đêm trong họ Erebidae.